# Легенда о Пауле и Пауле
«Леге́нда о Па́уле и Пау́ле» (нем. Die Legende von Paul und Paula) — мелодрама режиссёра Хайнера Карова. Премьера состоялась в ГДР в 1973 году. В главных ролях — Ангелика Домрёзе, Винфрид Глатцедер, Фред Дельмаре, Рольф Людвиг. По сведениям издания Die Welt, «Легенда о Пауле и Пауле» — любимый фильм экс-канцлера Германии Ангелы Меркель.

## Сюжет
В молодёжном кафе в Восточном Берлине встречаются два одиноких человека. Пауль, которого бросила его возлюбленная, и Паула, женщина с двумя детьми на руках. После знакомства оба понимают, что не могут жить друг без друга. Он — подающий надежды руководитель, она — приёмщица стеклотары. Обретение ими взаимных чувств должно пройти немало испытаний.